# Brahma Kumaris

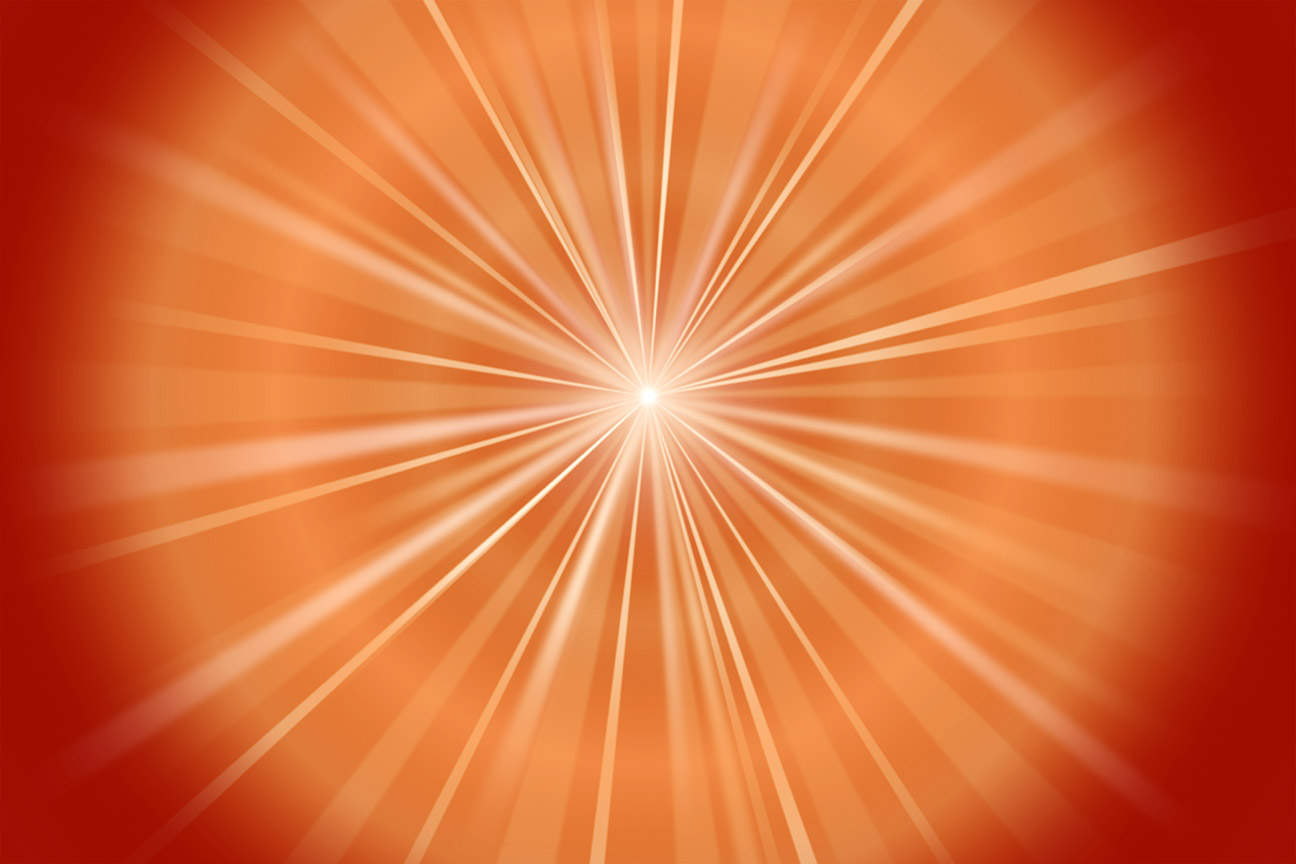
Los seguidores de Brahma Kumaris creen en Dios como un ser incorpóreo de luz.

La Universidad Espiritual Mundial Brahma Kumaris (Prajapita Brahma Kumaris Ishwariya Vishwa Vidyalaya o BKWSU) es un movimiento espiritual que se originó en Hyderabad, Sindh durante la década de 1930. El movimiento de Brahma Kumaris (sánscrito: ब्रह्माकुमारी, "hijas de Brahma") fue fundado por Dada Lekhraj Kripalani, que más tarde tomó el nombre de Brahma Baba. Está claramente identificado por el papel prominente que las mujeres juegan en el movimiento.
Enseña una forma de meditación que se centra en la identidad como almas, en oposición a los cuerpos. Creen que todas las almas son intrínsecamente buenas y que Dios es la fuente de toda bondad. La universidad enseña a trascender las etiquetas asociadas con el cuerpo, como raza, nacionalidad, religión y género, y aspira a establecer una cultura global basada en lo que llama "conciencia del alma".
En 2008, el movimiento afirmó tener más de 825,000 estudiantes regulares, con más de 8,500 centros en 100 países.

## Creencias
El movimiento se ha distinguido de sus raíces hinduistas y se ve como un vehículo para la enseñanza espiritual más que como religión.
Brahma Kumaris ve los seres humanos como compuestos de dos partes: un cuerpo externo (incluyendo extensiones como estado y posesiones) y un alma interna el carácter es revelada a través de la actividad externa de una persona - si las acciones son hechas con amor, pacíficamente, con felicidad y humildad es un aspecto del alma.  El grupo enseña que el alma es un punto infinitesimal de luz espiritual que reside en la frente, y que todas las almas existieron originariamente con Dios en un mundo de luz infinita, paz y silencio. 

### Alma suprema
Brahma Kumaris utiliza el término "Alma Suprema" para referirse a Dios. Ven a Dios como Un Ser Incorpóreo y Eterno, y Lo consideran como Un Punto de Luz de vida, pero sin un cuerpo físico. No entra en el ciclo de nacimiento, muerte y renacimiento, como los seres humanos. Dios es visto como la representación perfecta y constante de todas las virtudes, poderes y valores. También es el padre incondicionalmente amoroso de todas las almas, independientemente de su religión, género, o cultura.

### Karma
Brahma Kumaris cree en el karma, esto es, que cada acción realizada por un alma creará un retorno consecuente, y que el destino del cuerpo cercano del alma depende de cómo actúa y se comporta en esta vida. A través de meditación, para transformar patrones de pensamiento y finalmente acciones, Brahma Kumaris cree que las personas pueden purificar su "cuenta kármica" y conseguir una vida mejor en el nacimiento presente y cercano.